# Acinetactis
Acinetactis ist eine Gattung von heterotrophen Amöben, die zu den Cercozoa gestellt wird und alleine eine eigene Familie Acinetactidae bilden. Sie leben frei schwimmend im Süßwasser.

## Merkmale
Die Vertreter sind Amöben mit zwei gleich langen Geißeln. Sie besitzen Axopodien von gleichmäßiger Länge, die bewegliche Körnchen beinhalten und von einem Centrosom in der Mitte der Zelle, neben dem Zellkern, ausgehen, allerdings nicht von einer Mulde des Zellkerns. 

## Systematik
Die Gattung besteht aus drei Gattungen: 
- Acinetactis mirabilis
- Acinetactis arnaudoffii
- Acinetactis elegans (vormals Dimorphiella elegans)

## Belege
- David Bass, Ema E.-Y.Chao, Sergey Nikolaev, Akinori Yabuki, Ken-ichiro Ishida, Cédric Berney, Ursula Pakzad, Claudia Wylezich, Thomas Cavalier-Smith: Phylogeny of Novel Naked Filose and Reticulose Cercozoa: Granofilosea cl.n. and Proteomyxidea Revised. In: Protist. Bd. 160, Nr. 1, 2009, ISSN 1434-4610, S. 75–109, doi:10.1016/j.protis.2008.07.002.